# 1543
Відродження •  Реформація •  Доба великих географічних відкриттів •  Ганза

## Геополітична ситуація
Османську державу очолює Сулейман I Пишний (до 1566). Імператором Священної Римської імперії є Карл V Габсбург (до 1555). У Франції королює Франциск I (до 1547).
Середню частину Апеннінського півострова займає Папська область. Неаполітанське королівство на півдні захопила Іспанія. Венеціанська республіка залишається незалежною, Флорентійське герцогство, Генуя та герцогство Міланське входять до складу Священної Римської імперії.
Іспанським королівством править Карл I (до 1555). В Португалії королює Жуан III Благочестивий (до 1557).
Генріх VIII є королем Англії (до 1547). Королем Данії та Норвегії — Кристіан III (до 1559). Королем Швеції — Густав I Ваза (до 1560). Королем частини Угорщини та Богемії є римський король Фердинанд I Габсбург (до 1564). На більшій частині Угорщини править Янош II Жигмонд Заполья як васал турецького султана за регентства матері Ізабелли Ягеллонки. У Польщі королює Сигізмунд I Старий (до 1548), він же залишається князем Великого князівства Литовського.
Галичина входить до складу Польщі. Волинь належить Великому князівству Литовському. Московське князівство очолює Іван IV (до 1575).
На заході євразійських степів існують Казанське ханство, Кримське ханство, Астраханське ханство, Ногайська орда. Єгипет захопили турки. Шахом Ірану є сефевід Тахмасп I.
У Китаї править династія Мін. Значними державами Індостану є Імперія Великих Моголів, Біджапурський султанат, Віджаянагара. В Японії триває період Муроматі.
Триває підкорення Америки європейцями. На завойованих землях ацтеків існує віцекоролівство Нова Іспанія.

## Події
- Відновилася Мала війна в Угорщині. Війська турецького султана Сулеймана I Пишного захопили Естергом та Секешфегервар.
- Англія стала союзником Священної Римської імперії у війні з Францією.
- Французькі війська з допомогою турецького флоту Гайруддіна Барбаросси взяли в облогу, а потім захопили Ніццу.
- Друга частина «Актів про закони в Уельсі» формально затвердила приєднання Уельсу до Англії.
- 12 липня король Англії Генріх VIII одружився з Катериною Парр; це був його шостий (і останній) шлюб.
- Битвою при Вайна Дага, в якій перемогу здобули португальсько-ефіопські війська, завершилася Адало-ефіопська війна.

### Наука та культура
- Побачила світ книга «Про обертання небесних сфер» Коперника.
- Андреас Везалій опублікував класичну працю з анатомії «Про будову людського тіла».
- Мікаель Агрікола опублікував буквар фінської мови «Abckiria».
- Завершилося спорудження символу Генуї — маяка Ла Лантерна.
- Мартін Лютер опублікував працю «Про євреїв та їхню брехню».

## Народились
Докладніше: Народилися 1543 року
- 31 січня — Токуґава Ієясу, засновник сьоґунату Едо.

## Померли
Докладніше: Померли 1543 року
- 24 травня — Миколай Коперник (нар. 19 лютого 1473), польський астроном, автор геліоцентричної теорії будови Сонячної системи.
- 29 листопада — Ганс Гольбейн Молодший, німецький художник-портретист, помер в Лондоні від чуми.
- 6 листопада — Шехзаде Мехмед, старший син Сулеймана та Роксолани помер у віці 22-х років.